# Burunduk syberyjski
Burunduk syberyjski (Eutamias sibiricus) – gatunek ssaka z podrodziny afrowiórek (Xerinae) w rodzinie wiewiórkowatych (Sciuridae), jedyny przedstawiciel rodzaju burunduk (Eutamias).

## Występowanie
Północna Azja od centralnej Rosji do Chin, Korei i północnej Japonii (Hokkaido). Introdukowany do parków centralnej i wschodniej Europy.

## Opis
Ze względu na występowanie, burunduki syberyjskie można podzielić na dwa rodzaje: kalifornijski i azjatycki. Burunduk jest niewielkim gryzoniem o długości ciała wynoszącej 25 cm, z czego na ogon przypada 18 cm. Osiąga masę ciała 50-150 g. Długość życia sięga średnio 2-6 lat, w niewoli nawet do 6-10. Futro jest charakterystyczne umaszczone: brunatno szare, strona brzuszna jasnożółta lub biała. Na głowie, grzbiecie i bokach podłużne, ciemne pasy. Ogon jest długi i puszysty. Głowa o małych, zaokrąglonych uszach. Bardzo chwytne i sprawne przednie łapy.

## Tryb życia
Burunduki syberyjskie są zwierzętami o aktywności dziennej, prowadzącymi bardzo ruchliwy tryb życia. Są bardzo czujne, ostrzegają się wzajemnie dźwiękami podobnymi do ćwierkania ptaków. Posiadają torby policzkowe, w których umieszczane są duże ilości pokarmu, a później przenoszone do nory, gdzie pokarm jest zjadany lub zagrzebywany. W związku z kopaniem nor i spędzaniu większości życia na ziemi, zalicza się burunduki do wiewiórek naziemnych. Burunduki zapadają w sen zimowy przy czym jego długość uzależniona jest od zagęszczenia populacji oraz dostępności pokarmu. Okres godowy burunduków przypada na wiosnę/lato, ciąża trwa 4-5 tygodni, młode karmione są przez matkę przez okres 40-45 dni. 

## Odżywianie
Burunduki syberyjskie są wszystkożerne. Żywią się nasionami, ziarnem, owocami, grzybami, warzywami oraz owadami, małymi ptakami i jaszczurkami. Na zimę gromadzi pokarm w norach pod korzeniami drzew.